# Medaille 1812

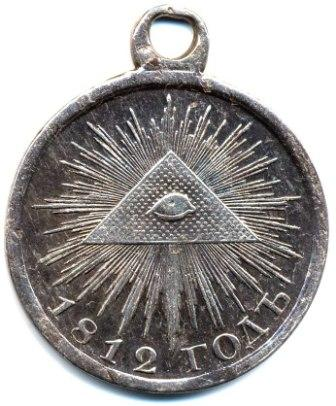
Avers der Medaille

Die Medaille 1812, auch „In Erinnerung an den Krieg von 1812“ (russisch Медаль «В память Отечественной войны 1812 года») bezeichnet, war eine russische Auszeichnung. Sie wurde von Zar Alexander I. als Silbermedaille am 5. Februar 1813 gestiftet. Ab 30. August 1814 wurde eine weitere Auszeichnung bildgleich aus Bronze verliehen. Die Auszeichnung sollte die Teilnehmer an der Befreiung des Landes von der Invasion Napoléon ehren. Später wurden auch Frauen mit der Medaille geehrt.

## Ordensdekoration
Die silberne Ordensdekoration war eine Medaille, die auf der einen Seite mittig das Auge Gottes und am unteren Rand die Jahreszahl 1812 zeigte.
Die andere Dekorationsseite hatte mittig die Ordensdevise eine vierzeilige biblische Inschrift. Alle Inschriften in kyrillischer Schrift.
Zar Nikolaus II. hat am 15. August 1912 aus Anlass des 100. Jahrestages das Tragen der Auszeichnung erneuert.

## Ordensband und Trageweise

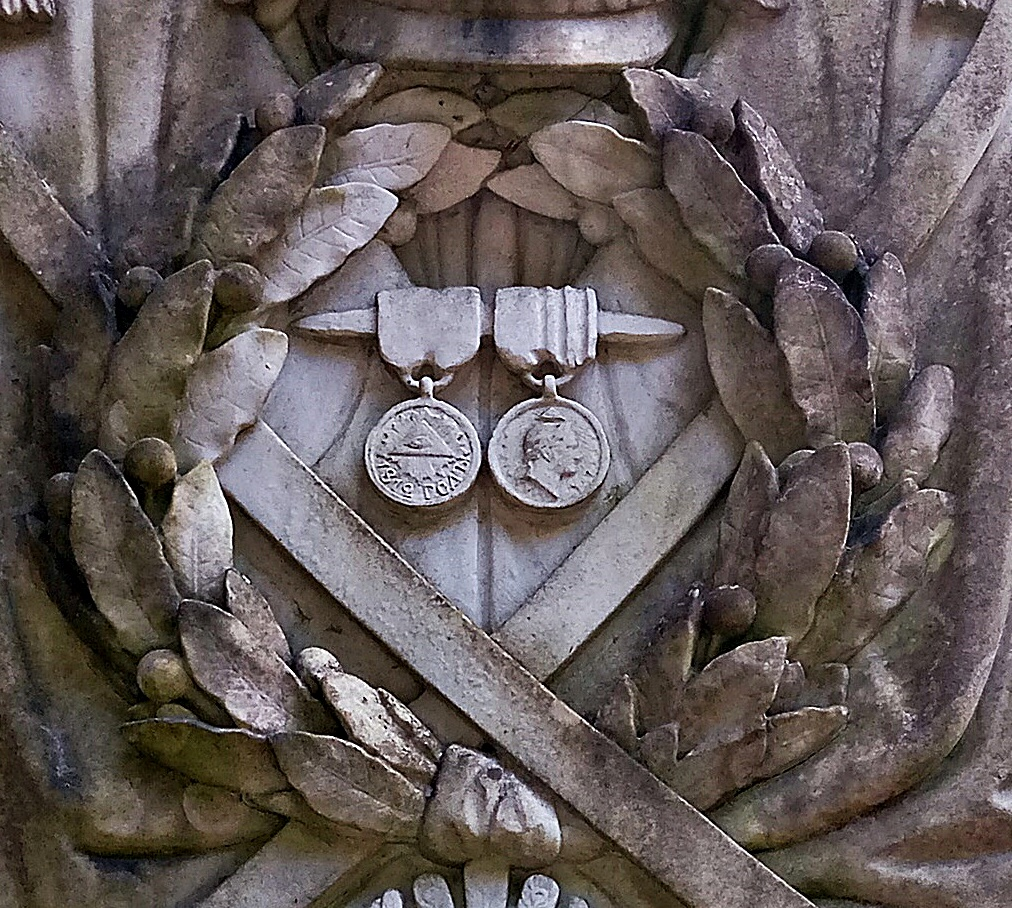
Die Medaille (links) auf dem Grabstein von Generalmajor Carl Friedrich von der Osten, Wiesbaden

Verschiedene Ordensbänder waren zum Tragen vorgesehen. Abhängig von der Auszeichnung bestand auch ein Unterschied zwischen Kämpfern und Zivilisten. In Gebrauch waren: blaues Band und das Band des St. Wladimir-Ordens.

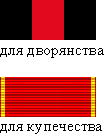
Bänder (für den Adel, für Kaufleute)
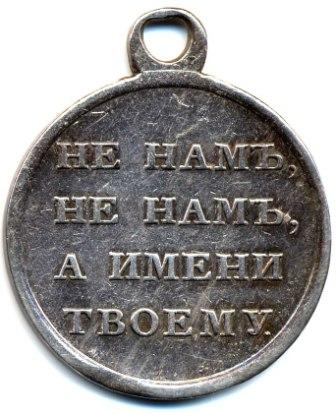
Revers der Medaille

## Varia
Eine überdimensional große Medaille ziert u. a. das Grabmal des russischen Generalmajors Carl Friedrich von der Osten (1795–1878), auf dem Russischen Friedhof Wiesbaden.